# عقد لمفاوية رقبية
عقد لمفاوية رقبية أو عقد لمفية عنقية (بالإنجليزية: Cervical lymph nodes)‏ هي عقدٌ لمفاوية تُوجد في الرقبة. يُوجد 300 عقدة لمفاوية في الرقبة من أصل 800 عقدة في جسم الإنسان. تُعد العقد اللمفاوية الرقبية عرضةً لعددٍ من الحالات المرضية المختلفة والتي تتضمن الأورام والعداوى والالتهابات.

## التصنيف
هناك نحو 300 عقدة لمفية في الرقبة، ويمكن تصنيفها بعدة طرق مختلفة.

### التاريخ
يُنسب تصنيف العقد اللمفية الرقبية عمومًا إلى هنري روفيير في منشوره عام 1932 «تشريح الجهاز اللمفي البشري» وصف روفيير العقد اللمفية الرقبية بأنها طوق يحيط بالسبيل الهضمي التنفسي العلوي، ويتألف من العقد تحت الذقنية والوجهية والعقد تحت الفك السفلي والنكفية والخشائية والقذالية والعقد خلف البلعوم، بالإضافة إلى سلسلتين تعبران المحور الطولي للرقبة، المجموعة الرقبية الأمامية والمجموعة الرقبية الخلفية الجانبية.
استند هذا النظام إلى المعالم التشريحية المُشاهدة أثناء تشريح الجثث، ما جعله غير مناسب تمامًا لاحتياجات الأطباء، فظهرت مصطلحات جديدة للعقد اللمفية يمكن بحيث يمكن جسّها. كان النظام الأكثر استخدامًا هو النظام الذي يعتمد على تصنيف العقد اللمفية إلى مجموعات مرقمة، تم ابتكاره في مركز ميموريال سلون كيترينغ للسرطان في ثلاثينيات القرن العشرين. خضع النظام لمختلف التعديلات منذ ذلك الحين. في عام 1991، نشرت الأكاديمية الأمريكية لطب الأنف والأذن والحنجرة نسخة موحدة من هذا النظام لتوفير نهج موحد لتشريح الرقبة، وتم تحديثه في عام 2002، بما في ذلك إضافة المستويات الفرعية، مثل IIA وIIB.

### الأنظمة الحديثة
في الآونة الأخيرة، اقتُرحت أنظمة تصنيف موجهة نحو ما يمكن ملاحظته من خلال إجراءات التصوير التشخيصي. بالإضافة إلى الأكاديمية الأمريكية لطب الأنف والأذن والحنجرة، صُممت أنظمة من قبل اللجنة الأمريكية المشتركة للسرطان. بقي الإصدرا السابع لنظام اللجنة الأمريكية المشتركة للسرطان من المرجع (2009عام ) دون تغيير في الإصدار الثامن لعام 2018.

## الأهمية السريرية
تؤثر كثرة الوحيدات العدوائية (الحمى الغدية) على الغدد اللمفية الرقبية وتسبب انتفاخها. يعد توصيف الغدد اللمفية السرطانية بالتصوير المقطعي المحوسب أو التصوير بالرنين المغناطيسي أو تخطيط الصدى الطبي أمرًا صعبًا، وعادةً ما يتطلب تأكيدًا من خلال تقنيات التصوير النووي الأخرى مثل التصوير المقطعي بالإصدار البوزيتروني. قد يكون التشخيص النسيجي ضروريًا أيضًا ويمكن إجراؤه عن طريق الخزعة بالإبرة (التي تتميز بمعدل عالٍ من الدقة). تعد إصابة العقد اللمفية الرقبية بالسرطان النقيلي أهم عامل تنبؤي في سرطانة حرشفية الخلايا في الرأس والرقبة وقد تترافق مع انخفاض معدل النجاة إلى النصف. عندما تخترق الخلايا السرطانية محفظة الغدة اللمفية (امتداد خارج المحفظة)، قد ينخفض معدل النجاة بنسبة 50% أخرى. تشمل العوامل الهامة الأخرى مستويات العقد وعددها وحجمها، والتي ترتبط أيضًا بخطر انتشار النقائل البعيدة. تعد نقائل العقد اللمفية الرقبية أيضًا من المظاهر الشائعة في سرطان الغدة الدرقية الحليمي.